# Nagykárolyfalva
Nagykárolyfalva (szerbül Банатски Карловац / Banatski Karlovac, németül Karlsdorf) falu Szerbiában, a Vajdaságban, a Dél-bánsági körzetben. Közigazgatásilag Alibunár községhez tartozik.
A II. világháború végéig Nagykárolyfalva német többségű település volt, ezután kitelepítették a német lakosságot. Római katolikus templomuk ma is áll a felújításra várva, a kevés magyar hívő nem tudja saját erejéből a templomot felújítani.

## Fekvése
Alibunár délkeleti szomszédjában fekvő település.

## Népesség
1910-ben 3885 lakosából 151 fő magyar, 3491 fő német, 2 fő szlovák, 105 fő román, 1 fő horvát, 57 szerb, 27 fő egyéb anyanyelvűnek vallotta magát. Vallási tekintetben 3627 fő római katolikus, 2 fő görögkatolikus, 11 fő református, 14 fő ág. hitv. evangélikus, 163 fő görög keleti ortodox, 1 fő unitárius, 22 fő izraelita vallású volt. A lakosok közül 2634 fő tudott írni és olvasni, 1016 fő tudott magyarul.

### Demográfiai változások
| 1948 | 1953 | 1961 | 1971 | 1981 | 1991 | 2002 | 2011 |
| ---- | ---- | ---- | ---- | ---- | ---- | ---- | ---- |
| 5834 | 5186 | 6025 | 6273 | 6319 | 6286 | 5820 | 5082 |